# Ersan Gülüm
Ersan Adem Gülüm (* 17. Mai 1987 in Carlton, Melbourne, Victoria) ist ein australisch-türkischer ehemaliger Fußballspieler.

## KindheitJugend
Ersan Gülüm wuchs in Meadow Heights, einem Vorort von Melbourne im Bundesstaat Victoria, auf.

## Karriere

### Vereinskarriere
Bereits als 17-Jähriger spielte Ersan Gülüm für den türkisch-australischen Fußballclub North Coburg United in Melbourne. Bald darauf wechselte er zum türkischen Süper-Lig-Verein Vestel Manisaspor, nachdem er von dem erfahrenen türkischen Trainer Ersun Yanal bei einem Spiel von North Coburg United entdeckt wurde. Er wurde für die gesamte Saison als Teil des leitenden Kaders eingesetzt, allerdings kam er nur bei zwei Süper Lig-Spielen und zwei Spielen im Ziraat Türkiye Kupası, dem türkischen Pokal, zum Einsatz.
Gülüm wechselte in der Winterpause 2008 zum türkischen Verein Elazığspor. Durch regelmäßige Einsätze festigte er seinen guten Ruf als starker Linksfuß-Verteidiger. Nach einer halben Saison solider Leistung bei dem Verein unterzeichnete Gülüm beim türkischen Verein Adanaspor einen Dreijahresvertrag. Dort spielte er in seiner ersten Saison 30 Ligaspiele und wurde für den Titel des besten Mittelverteidigers nominiert. Im Juli 2010 unterschrieb er einen Leihvertrag einschließlich einer Kaufoption mit dem Ligakonkurrenten Beşiktaş Istanbul, der es für Adanaspor aber ermöglicht, ihn für eine Saison auszuleihen. Im Sommer 2011 verpflichtete ihn Beşiktaş endgültig.
Im Frühjahr 2016 wechselte er gegen eine Ablösesumme von 7 Millionen Euro zum chinesischen Verein Hebei China Fortune. Für die Rückrunde der Saison 2016/17 wurde Gülüm an seinen vorherigen Verein Beşiktaş ausgeliehen.

### Nationalmannschaft
Im Jahr 2007 spielte Gülüm im Zuge der Qualifikation zu den Olympischen Sommerspielen 2008 bei den Siegen gegen Jordanien und den Libanon zwei Mal für die australische U-23-Nationalmannschaft.
Am 12. November 2010 wurde er von Nationaltrainer Guus Hiddink für das bevorstehende Freundschaftsspiel gegen die Niederlande erstmals in den Kader der türkischen A-Nationalmannschaft berufen. Nachdem er dort nicht eingesetzt wurde, nominierte ihn der australische Nationaltrainer Holger Osieck in den provisorischen 50-Mann-Kader Australiens für die Fußball-Asienmeisterschaft 2011, Gülüm entschied sich aber gegen eine Laufbahn im australischen Nationalteam und blieb bei seiner Entscheidung, zukünftig für die Türkei spielen zu wollen.
Am 10. September 2013 gab Gülüm sein Debüt für die Türkei im WM-Qualifikationsspiel gegen Rumänien.